# John Boardman
John Boardman (Ilford, 20 agosto 1927 – Woodstock, 23 maggio 2024) è stato un archeologo e storico dell'arte britannico, «il più illustre storico britannico dell'arte dell'antica Grecia».

## Biografia

### Studi e carriera accademica
John Boardman studiò alla Chigwell School e al Magdalene College di Cambridge, dove seguì studi classici dal 1945. Dopo aver completato due anni di servizio militare nell'Intelligence Corps, passò tre anni in Grecia, dal 1952 al 1955, come Assistant Director della British School at Athens.
Al suo ritorno in Inghilterra, Boardman assunse la carica di Assistant Keeper all'Ashmolean Museum di Oxford, dando inizio a un'affiliazione che poi lo accompagnò per tutta la vita. Nel 1959 fu nominato Reader in Classical Archaeology all'Università di Oxford e, nel 1963, membro del Merton College. Qui rimase fino alla sua definitiva associazione al Lincoln College, con la Fellwship nel 1978 e la concomitante nomina alla cattedra di Lincoln Professor of Classical Art and Archaeology, una posizione appartenuta in precedenza allo storico dell'arte John Beazley. Fu nominato Cavaliere nel 1989 e andò in pensione nel 1994, venendo nominato alla posizione di professore emerito.

### Ricerche e pubblicazioni
Condusse scavi in molti siti archeologici, come Smirne, Creta, Chios e Tocra in Libia; le sue esperienze sul campo confluirono in volumi come Greek Emporio e Tocra, opere considerate saggi esemplari di interpretazione e catalogazione di reperti e materiali di scavo.
Di notevole importanza furono poi le sue pubblicazioni sugli aspetti generali dell'arte e dell'architettura dell'antica Grecia, e in particolare sulla scultura, la ceramica e la pittura vascolare. Per queste ultime furono particolarmente degni di nota, anche per il corredo iconografico, i fondamentali manuali sulla ceramica a figure nere e a figure rosse e sulla ceramica greca, citati nell'apposita sezione e disponibili anche in traduzione italiana.
Tra le trattazioni generali fu molto importante l'opera del 1971, Greek Burial Customs, in collaborazione con Donna Kurtz, in cui la disamina delle usanze funerarie elleniche divenne il filo grazie al quale delineare un ampio affresco storico e sociale del mondo greco fino all'epoca ellenistica.
Il suo The Greeks Overseas. Early Colonies and Trades (trad. it.: I Greci sui mari. Traffici e colonie) fu la prima opera a presentare una sintesi ampia e unitaria, condotta attraverso l'esame dei materiali e delle evidenze archeologiche, del tema dell'incontro e dello scambio reciproco tra la civiltà greca e le diverse culture dell'area mediterranea e orientale, sul terreno dei commerci e dell'espansione coloniale in occidente, in epoca arcaica (fino al 480 a.C.).
A queste trattazioni generali si affiancarono anche lavori dedicati ad aspetti particolari della produzione materiale ed artistica. Tra questi, vi furono The Cretan Collection in Oxford (1961) e vari volumi su gemme e gioielli, alcuni dei quali in collaborazione con altri: Islands Gems (1961), Archaic Greek Gems (1968), Greek Gems and Finger Rings (1970).

### Affiliazioni e onorificenze
John Boardman fu membro della British Academy, da cui ricevette la Kenyon Medal for Classical Studies nel 1995.
Fu membro onorario del Magdalene College, del Merton e del Lincoln College di Oxford, oltre che titolare di molte altre onorificenze accademiche.
Ricevette la laurea honoris causa all'Università di Atene e alla Sorbona.
Fu anche membro straniero dell'Accademia Nazionale dei Lincei.

## Opere scelte
- The Oxford History of the Classical World
- The Oxford History of Classical Art
- The Cambridge Ancient History
- The Cretan Collection in Oxford (1961)
- Islands Gems (1961)
- Archaic Greek Gems (1968)
- Greek Gems and Finger Rings: Early Bronze Age to Late Classical. Thames & Hudson, London 1970, ISBN 0-500-16015-5
- (in collaborazione con Donna Kurtz) Greek Burial Customs. Thames & Hudson, London 1971, ISBN 0-500-40018-0
- Athenian Black Figures Vases. A Handbook, Thames & Hudson, (385 illustrazioni) (19741; 19912 riv.; rist. 2003) ISBN 0-500-20138-2

traduzione italiana: Vasi ateniesi a figure nere. Un manuale, Rusconi Libri, 1990 ISBN 978-88-18-91023-0
- Athenian Red Figure Vases: The Archaic Period: A Handbook, Thames & Hudson, ISBN 978-0-500-20143-5
- Athenian Red Figure Vases: The Classical Period: A Handbook, Thames & Hudson, ISBN 978-0-500-20244-9

traduzione italiana: Vasi ateniesi a figure rosse, Rusconi Libri, 1992 ISBN 978-88-18-91032-2
- The Greeks Overseas. The Archaeology of Their Early Colonies and Trade. Penguin, Harmondsworth (19641; 19732 riv.; 19803; 19994)

traduzione italiana: I Greci sui mari, a cura di Mauro Cristofani, trad. di Fernando Gilotta, Giunti, Firenze, 1986
- Greek Sculpture: The Archaic Period: A Handbook. 1978.
- Greek Sculpture: The Classical Period: A Handbook Thames & Hudson, London 1985
- The Diffusion of Classical Art in Antiquity, (basato sulla serie delle sue Andrew Mellon Lectures tenute nel 1993 alla National Gallery of Art) Thames & Hudson, London 1994, ISBN 0-500-23696-8
- Arte greca, Rusconi Libri, 1995 ISBN 978-88-18-91033-9
- Persia and the West: An Archaeological Investigation of the Genesis of Achaemenid Art. Thames & Hudson, London 2000.
- The History of Greek Vases. (358 illustrazioni) Thames & Hudson, 2001 ISBN 978-0-500-28593-0

traduzione italiana: Storia dei vasi greci. Istituto Poligrafico dello Stato, Roma, 2004 ISBN 978-88-240-1101-3
- con Jasper Griffin, Oswyn Murray:

The Oxford History of Greece and the Hellenistic World, Oxford University Press, 2001 ISBN 0-19-280137-6
The Oxford Illustrated History of the Roman World, Oxford University Press, 2001 ISBN 0-19-285436-4
- The Archaeology of Nostalgia (2002)

traduzione italiana: Archeologia della nostalgia. Come i greci reinventarono il loro passato. Bruno Mondadori, Milano, 2004 ISBN 978-88-424-9174-3
- Classical Phoenician Scarabs. A Catalogue and Study (2003) ISBN 1-84171-556-5
- The World of Ancient Art (2006)
- (EN) Claudia Wagner, Erika Zwierlein-Diehl, e Diana Scarisbrick, The Marlborough Gems, Oxford,, Oxford University Press, 2009, ISBN 978-0-19-923751-7.